# ولاد نصر (صفصاف)
ولاد نصر هو دُوَّار يقع بجماعة صفصاف، إقليم سيدي قاسم، جهة الرباط سلا القنيطرة في المملكة المغربية. ينتمي الدوّار لمشيخة صفصاف التي تضم 13 دوار. يقدر عدد سكانه بـ 1239 نسمة حسب الإحصاء الرسمي للسكان والسكنى لسنة 2004.

## روابط خارجية
- البوابة الوطنية للجماعات الترابية
- المندوبية السامية للتخطيط